# Cataratas de Yosemite
As Cataratas de Yosemite (em inglês:  Yosemite Falls) são um conjunto de três quedas d'água localizadas no Parque Nacional de Yosemite, na Sierra Nevada, Califórnia. São as mais altas quedas d'água nos Estados Unidos.
Em 2021, durante um período de seca, a catarata secou durante alguns meses.

## Outros nomes
- Choolook
- Scho-tal-lo-wi
- Schoolook